# توسعه قانون عهد جدید

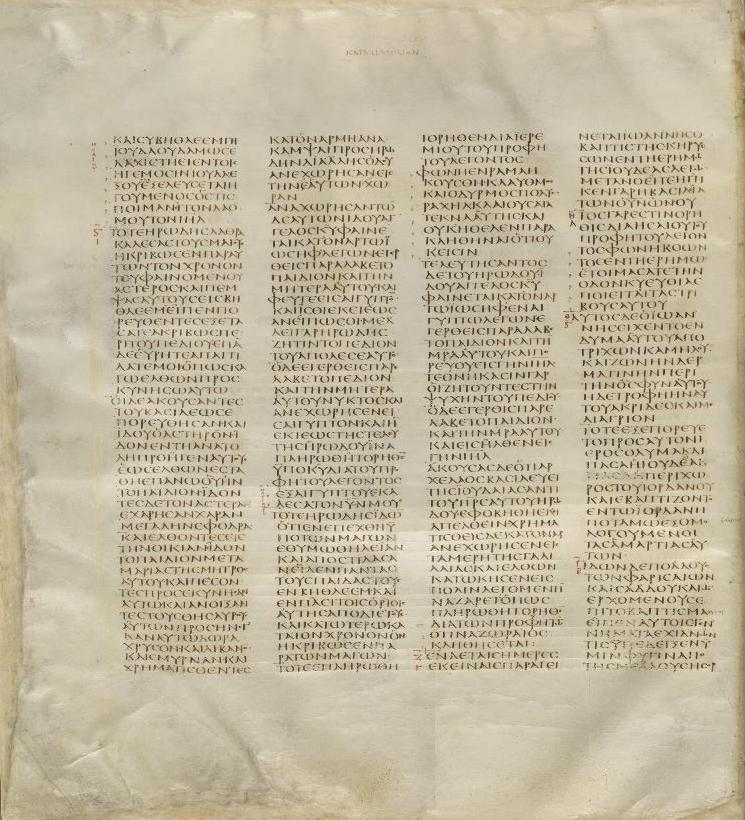
Codex Sinaiticus Matthew

توسعه قانون عهد جدید (فرمان گلاسیان) قانون عهد جدید یا حکم کتاب مقدس مجموعه کتاب‌هایی است که بسیاری از مسیحیان مدرن آن را الهام گرفته از الهی و تشکیل دهنده عهد جدید کتاب مقدس مسیحیان می‌دانند. برای مسیحیان تاریخی، قدیس‌سازی بر این اساس بود که آیا مطالب از نویسندگان از نظر اجتماعی تقریبی از رسولان یا حواریون و نه صرفاً بر اساس الهام الهی است - با این حال، بسیاری از محققان مدرن تشخیص می‌دهند که متون عهد جدید توسط رسولان نوشته نشده‌است. برای بیشتر، این فهرستی از ۲۷ کتاب مورد توافق است که شامل انجیل متعارف، اعمال رسولان، نامه‌های منسوب به رسولان مختلف، و مکاشفه یوحنا است. بسیاری از تغییرات متنی کتابهای قانون عهد جدید قبل از سال ۱۲۰ بعد از میلاد نوشته شده‌است.